# Thalestris ciliata
Thalestris ciliata is een eenoogkreeftjessoort uit de familie van de Thalestridae. De wetenschappelijke naam van de soort is voor het eerst geldig gepubliceerd in 1899 door Brady.